# ماریو اشتقایت
ماریو اشتقایت (آلمانی: Mario Streit؛ زادهٔ ۱۴ آوریل ۱۹۶۷) قایقران روئینگ اهل آلمان شرقی بود.